# Les Célestins
Les célestins sont un quartier de la presqu'île de Lyon, dans le 2e arrondissement de la ville.

## Géographie
Le quartier des Célestins est un des plus petits quartiers de Lyon, délimité par la rue de Savoie au nord, la rue Moncharmont à l'est, la rue d'Amboise et la rue des Templiers au sud et le quai des Célestins à l'ouest.

## Toponymie
Le toponyme du quartier est issu de l'ordre des Célestins, dont un ancien couvent a été construit, puis détruit pour construire le quartier.

## Histoire
Pendant la seconde moitié du XVIIIe siècle, la vie religieuse s'étiole progressivement et les couvents perdent une grande partie de leur membre. Par un bref du 30 septembre 1778, le pape Pie VI supprime la maison des Célestins, qui est composé d'un vaste cloître et d'un important jardin. La propriété de l'ensemble est l'objet d'un procès car le duc de Savoie Victor-Amédée III en réclame la possession contre l'ordre en vertu de l'acte de donation de son ancêtre. Le procès se clot en 1784 et le duc revend le cloître l'année suivante à un riche parisien, A. Devouge.
En raison de la situation et de la dimension exceptionnelle de l'ensemble, Devouge décide de monter une opération immobilière à l'image de celle du Palais royal réalisée par V. Louis. Il fonde le 9 juin 1785 la Société de célestins avec deux Lyonnais Jars et Madinier. La société mandate l'architecte Jean-Antoine Morand pour construire l'espace et il travaille en coordination avec Jean-François Colson qui réalise le théâtre et de Drivon qui a déjà réalisé un lotissement. Le projet, par soucis de rentabilité, sacrifie l'église et la façade monumentale de J. -B. Masson en 1746, mais conserve les constructions déjà bâties. Il segmente le tout par quatre rues.
Les travaux commencent en 1789 et les trois premières années sont percées les rues de Savoir, d'Égypte, des Célestins et d'Amboise. Les façcades latérales sont bâties en même temps. Le théâtre est construit à l'emplacement du jardin par Colson, et décoré ultérieurement d'un péristyle à colonnes en 1809 par l'architecte Ribié.
En 1807, la rue Pazzi est construite.